# Андрија Максимовић
Андрија Максимовић (Нови Пазар, 5. јун 2007) српски је фудбалер који тренутно наступа за Црвену звезду.

## Каријера
Фудбалске почетке остварио је у Пазар јуниорсу, док је прву регистрацију имао за ОФК Влада Димитријевић у Рашки. Максимовић је затим прошао млађе селекције београдске Црвене звезде. Током такмичарске 2022/23. стандардно је наступао у Кадетској лиги Србије и изабран је за најбољег фудбалера кадетске екипе свог клуба. Лета 2023. године прослеђен је Графичару, у складу с установљеним Правилником, како би стекао искуство играња у сениорском фудбалу. Током сезоне је испуњавао услов за бонус фудбалера. На свом дебитантском наступу, у другом колу Прве лиге Србије, за такмичарску 2023/24. забележио је асистенцију и гол у победи над убским Јединством. Тиме је постао најмлађи играч под уговором с Црвеном звездом који је био стрелац на званичној утакмици. Пријављен је на Б листу првотимаца за учешће у Лиги шампиона. Први пут је у протоколу Црвене звезде био на сусрету шеснаестине финала Купа Србије, против Трајала, у октобру 2023. Дебитовао је у следећем колу купа, ушавши у игру на полувремену сусрет с нишким Радничким. Тиме је постао пети најмлађи фудбалер који је наступио за Црвену звезду. Максимовић је током своје прве сезоне у сениорском фудбалу забележио 24 наступа уз 6 погодака у Првој лиги Србије за Графичар, док је за Црвену звезду наступао у Купу Србије.

## Репрезентација
За пионирску репрезентацију Србије Максимовић је дебитовао у двомечу с Босном и Херцеговином током септембра 2021. Селектор репрезентације до 16 година, Александар Луковић, позвао га је у састав за пријатељски сусрет с Црном Гором у фебруару 2022. Почетком септембра 2022. Максимовић је дебитовао за кадетску репрезентацију Србије. Наступио је на свим сусретима које је екипа одиграла и с њом изборио пласман на Европско првенство. Касније се нашао на списку фудбалера за завршни турнир на ком је постигао два поготка. Није био у саставу екипе у првој фази следећег циклуса квалификација. У саставу се поново нашао почетком марта наредне године. С кадетском репрезентацијом Србије је по други пут учествовао на Европском првенству, где је елиминисана у полуфиналу од екипе Португалије.

## Статистика

### Клупска
Ажурирано 3. јула 2024.
|                           |          |                  |    |   |   |   |   |   |   |   |    |   |  |  |
| Графичар (уговорени клуб) | 2023/24. | Прва лига Србије | 24 | 6 | 0 | 0 | — | — | — | — | 24 | 6 |  |  |
|                           |          |                  |    |   |   |   |   |   |   |   |    |   |  |  |
| Црвена звезда             | 2023/24. | Суперлига Србије | 0  | 0 | 2 | 0 | 0 | 0 | — | — | 2  | 0 |  |  |
|                           |          |                  |    |   |   |   |   |   |   |   |    |   |  |  |
| Каријера                  | Каријера | Каријера         | 24 | 6 | 2 | 0 | 0 | 0 | — | — | 26 | 6 |  |  |
|                           |          |                  |    |   |   |   |   |   |   |   |    |   |  |  |

### Утакмице у дресу репрезентације
| Репрезентација Србије у узрасту до 15 година старости | Репрезентација Србије у узрасту до 15 година старости | Репрезентација Србије у узрасту до 15 година старости | Репрезентација Србије у узрасту до 15 година старости | Репрезентација Србије у узрасту до 15 година старости | Репрезентација Србије у узрасту до 15 година старости | Репрезентација Србије у узрасту до 15 година старости | Репрезентација Србије у узрасту до 15 година старости | Репрезентација Србије у узрасту до 15 година старости | Репрезентација Србије у узрасту до 15 година старости |
| #                                                     | Датум                                                 | Такмичење                                             | Локација                                              | Домаћин                                               | Резултат                                              | Гост                                                  | Гол                                                   | Реф.                                                  |                                                       |
| ----------------------------------------------------- | ----------------------------------------------------- | ----------------------------------------------------- | ----------------------------------------------------- | ----------------------------------------------------- | ----------------------------------------------------- | ----------------------------------------------------- | ----------------------------------------------------- | ----------------------------------------------------- | ----------------------------------------------------- |
| 1.                                                    | 28. септембар 2021.                                   | Пријатељска утакмица                                  | Стадион на Ади Циганлији, Београд                     | Србија                                                | 2 : 0                                                 | Босна и Херцеговина                                   |                                                       | [ 28 ]                                                |                                                       |
| 2.                                                    | 30. септембар 2021.                                   | Пријатељска утакмица                                  | Стадион на Ади Циганлији, Београд                     | Србија                                                | 3 : 1                                                 | Босна и Херцеговина                                   |                                                       | [ 29 ]                                                |                                                       |
| 2                                                     | Укупан број утакмица и постигнутих погодака           | Укупан број утакмица и постигнутих погодака           | Укупан број утакмица и постигнутих погодака           | Укупан број утакмица и постигнутих погодака           | Укупан број утакмица и постигнутих погодака           | Укупан број утакмица и постигнутих погодака           | 0                                                     |                                                       |                                                       |

| Репрезентација Србије у узрасту до 16 година старости | Репрезентација Србије у узрасту до 16 година старости | Репрезентација Србије у узрасту до 16 година старости | Репрезентација Србије у узрасту до 16 година старости | Репрезентација Србије у узрасту до 16 година старости | Репрезентација Србије у узрасту до 16 година старости | Репрезентација Србије у узрасту до 16 година старости | Репрезентација Србије у узрасту до 16 година старости | Репрезентација Србије у узрасту до 16 година старости | Репрезентација Србије у узрасту до 16 година старости |
| #                                                     | Датум                                                 | Такмичење                                             | Локација                                              | Домаћин                                               | Резултат                                              | Гост                                                  | Гол                                                   | Реф.                                                  |                                                       |
| ----------------------------------------------------- | ----------------------------------------------------- | ----------------------------------------------------- | ----------------------------------------------------- | ----------------------------------------------------- | ----------------------------------------------------- | ----------------------------------------------------- | ----------------------------------------------------- | ----------------------------------------------------- | ----------------------------------------------------- |
| 1.                                                    | 2. март 2022.                                         | Пријатељска утакмица                                  | Спортски центар ФС ЦГ, Подгорица                      | Црна Гора                                             | 0 : 3                                                 | Србија                                                |                                                       | [ 30 ]                                                |                                                       |
| 2.                                                    | 12. април 2022.                                       | Меморијални турнир „Миљан Миљанић”                    | Кућа фудбала, Стара Пазова                            | Србија                                                | 3 : 2                                                 | Република Ирска                                       |                                                       | [ 31 ]                                                |                                                       |
| 3.                                                    | 14. април 2022.                                       | Меморијални турнир „Миљан Миљанић”                    | Кућа фудбала, Стара Пазова                            | Србија                                                | 4 : 3                                                 | Црна Гора                                             |                                                       | [ 32 ]                                                |                                                       |
| 3                                                     | Укупан број утакмица и постигнутих погодака           | Укупан број утакмица и постигнутих погодака           | Укупан број утакмица и постигнутих погодака           | Укупан број утакмица и постигнутих погодака           | Укупан број утакмица и постигнутих погодака           | Укупан број утакмица и постигнутих погодака           | 0                                                     |                                                       |                                                       |

| Репрезентација Србије у узрасту до 17 година старости | Репрезентација Србије у узрасту до 17 година старости | Репрезентација Србије у узрасту до 17 година старости | Репрезентација Србије у узрасту до 17 година старости | Репрезентација Србије у узрасту до 17 година старости | Репрезентација Србије у узрасту до 17 година старости | Репрезентација Србије у узрасту до 17 година старости | Репрезентација Србије у узрасту до 17 година старости | Репрезентација Србије у узрасту до 17 година старости | Репрезентација Србије у узрасту до 17 година старости |
| #                                                     | Датум                                                 | Такмичење                                             | Локација                                              | Домаћин                                               | Резултат                                              | Гост                                                  | Гол                                                   | Реф.                                                  |                                                       |
| ----------------------------------------------------- | ----------------------------------------------------- | ----------------------------------------------------- | ----------------------------------------------------- | ----------------------------------------------------- | ----------------------------------------------------- | ----------------------------------------------------- | ----------------------------------------------------- | ----------------------------------------------------- | ----------------------------------------------------- |
| 1.                                                    | 6. септембар 2022.                                    | Пријатељска утакмица                                  | Кућа фудбала, Стара Пазова                            | Србија                                                | 2 : 4                                                 | Шведска                                               |                                                       | [ 33 ]                                                |                                                       |
| 2.                                                    | 8. септембар 2022.                                    | Пријатељска утакмица                                  | Кућа фудбала, Стара Пазова                            | Србија                                                | 2 : 1                                                 | Шведска                                               |                                                       | [ 34 ]                                                |                                                       |
| 3.                                                    | 4. октобар 2022.                                      | Пријатељска утакмица                                  | Кућа фудбала, Стара Пазова                            | Србија                                                | 4 : 1                                                 | Словенија                                             |                                                       | [ 35 ]                                                |                                                       |
| 4.                                                    | 6. октобар 2022.                                      | Пријатељска утакмица                                  | Кућа фудбала, Стара Пазова                            | Србија                                                | 5 : 2                                                 | Словенија                                             | Гол                                                   | [ 36 ]                                                |                                                       |
| 5.                                                    | 4. новембар 2022.                                     | Квалификације за Европско првенство                   | Стелиос Киријакидис, Пафос                            | Србија                                                | 12 : 0                                                | Гибралтар                                             | Гол                                                   | [ 37 ]                                                |                                                       |
| 6.                                                    | 7. новембар 2022.                                     | Квалификације за Европско првенство                   | Стелиос Киријакидис, Пафос                            | Кипар                                                 | 1 : 3                                                 | Србија                                                | Гол                                                   | [ 38 ]                                                |                                                       |
| 7.                                                    | 22. март 2023.                                        | Квалификације за Европско првенство                   | Кућа фудбала, Стара Пазова                            | Србија                                                | 1 : 2                                                 | Белорусија                                            |                                                       | [ 39 ]                                                |                                                       |
| 8.                                                    | 25. март 2023.                                        | Квалификације за Европско првенство                   | Кућа фудбала, Стара Пазова                            | Србија                                                | 5 : 0                                                 | Босна и Херцеговина                                   |                                                       | [ 40 ]                                                |                                                       |
| 9.                                                    | 28. март 2023.                                        | Квалификације за Европско првенство                   | Кућа фудбала, Стара Пазова                            | Израел                                                | 5 : 0                                                 | Србија                                                | Гол                                                   | [ 41 ]                                                |                                                       |
| 10.                                                   | 19. април 2023.                                       | Пријатељска утакмица                                  | Тренинг центар, Телки                                 | Мађарска                                              | 0 : 1                                                 | Србија                                                | Гол                                                   | [ 42 ]                                                |                                                       |
| 11.                                                   | 18. мај 2023.                                         | Европско првенство                                    | Тренинг центар, Телки                                 | Србија                                                | 2 : 4                                                 | Словенија                                             |                                                       | [ 43 ]                                                |                                                       |
| 12.                                                   | 21. мај 2023.                                         | Европско првенство                                    | Стадион Нандор Хидегкути, Будимпешта                  | Србија                                                | 2 : 0                                                 | Италија                                               | Гол                                                   | [ 44 ]                                                |                                                       |
| 13.                                                   | 24. мај 2023.                                         | Европско првенство                                    | Стадион ФК Будаерш                                    | Шпанија                                               | 1 : 1                                                 | Србија                                                | Гол                                                   | [ 45 ]                                                |                                                       |
| 14.                                                   | 27. мај 2023.                                         | Европско првенство                                    | Тренинг центар, Телки                                 | Пољска                                                | 3 : 2                                                 | Србија                                                |                                                       | [ 46 ]                                                |                                                       |
| 15.                                                   | 5. март 2024.                                         | Пријатељска утакмица                                  | Кућа фудбала, Стара Пазова                            | Србија                                                | 1 : 2                                                 | Словенија                                             |                                                       | [ 47 ]                                                |                                                       |
| 16.                                                   | 7. март 2024.                                         | Пријатељска утакмица                                  | Кућа фудбала, Стара Пазова                            | Србија                                                | 2 : 2                                                 | Словенија                                             | Гол                                                   | [ 48 ]                                                |                                                       |
| 17.                                                   | 20. март 2024.                                        | Квалификације за Европско првенство                   | Стадион Рамаз Шенгелија, Кутаиси                      | Грузија                                               | 0 : 2                                                 | Србија                                                |                                                       | [ 49 ]                                                |                                                       |
| 18.                                                   | 23. март 2024.                                        | Квалификације за Европско првенство                   | Спортски центар, Цхалтубо                             | Србија                                                | 0 : 1                                                 | Данска                                                |                                                       | [ 50 ]                                                |                                                       |
| 19.                                                   | 23. март 2024.                                        | Квалификације за Европско првенство                   | Спортски центар, Цхалтубо                             | Србија                                                | 3 : 0                                                 | Турска                                                | Гол                                                   | [ 51 ]                                                |                                                       |
| 20.                                                   | 20. мај 2024.                                         | Европско првенство                                    | Стадион Антонис Пападопулос, Ларнака                  | Кипар                                                 | 1 : 3                                                 | Србија                                                |                                                       | [ 52 ]                                                |                                                       |
| 21.                                                   | 29. мај 2024.                                         | Европско првенство                                    | АЕК Арена, Ларнака                                    | Аустрија                                              | 2 : 3                                                 | Србија                                                |                                                       | [ 53 ]                                                |                                                       |
| 22.                                                   | 2. јун 2024.                                          | Европско првенство                                    | АЕК Арена, Ларнака                                    | Србија                                                | 2 : 3                                                 | Португалија                                           |                                                       | [ 24 ]                                                |                                                       |
| 22                                                    | Укупан број утакмица и постигнутих погодака           | Укупан број утакмица и постигнутих погодака           | Укупан број утакмица и постигнутих погодака           | Укупан број утакмица и постигнутих погодака           | Укупан број утакмица и постигнутих погодака           | Укупан број утакмица и постигнутих погодака           |                                                       |                                                       |                                                       |

## Трофеји, награде и признања

### Екипно
Црвена звезда
- Суперлига Србије : 2023/24.[54]
- Куп Србије : 2023/24.[55]

## Приватно
Андријин отац, Мирко Максимовић, био је члан млађих категорија Новог Пазара, а касније краљевачке Слоге, Металца Трговачког и Јошанице. Најчешће је играо као штопер или понекад задњи везни. Андрија има две старије сестре, а надимак је добио по Лионелу Месију због фризуре коју је носио као дечак.